# Casa de Fitz-James Stuart
La Casa de Fitz-James Stuart, es un linaje nobiliario español de origen escocés, procedente de James FitzJames, hijo del rey Jacobo II de Inglaterra y de su amante Arabella Churchill, que en Inglaterra recibió el título de duque de Berwick y en España el de duque de Liria y Jérica. Posteriormente en sus descendientes recayó la casa de Alba. Por su parte, para una rama secundaria del linaje asentada en Francia fue creado el ducado de Fitz-James (Duc de Fitz-James).

## Títulos concedidos a la familia Fitz James
- Ducado de Berwick (inglés)
- Ducado de FitzJames (francés)
- Ducado de Galisteo (español)
- Ducado de Liria y Jérica (español)
- Condado de Tinmouth (inglés)
- Baronía de Bosworth (inglés)

## Árbol Genealógico

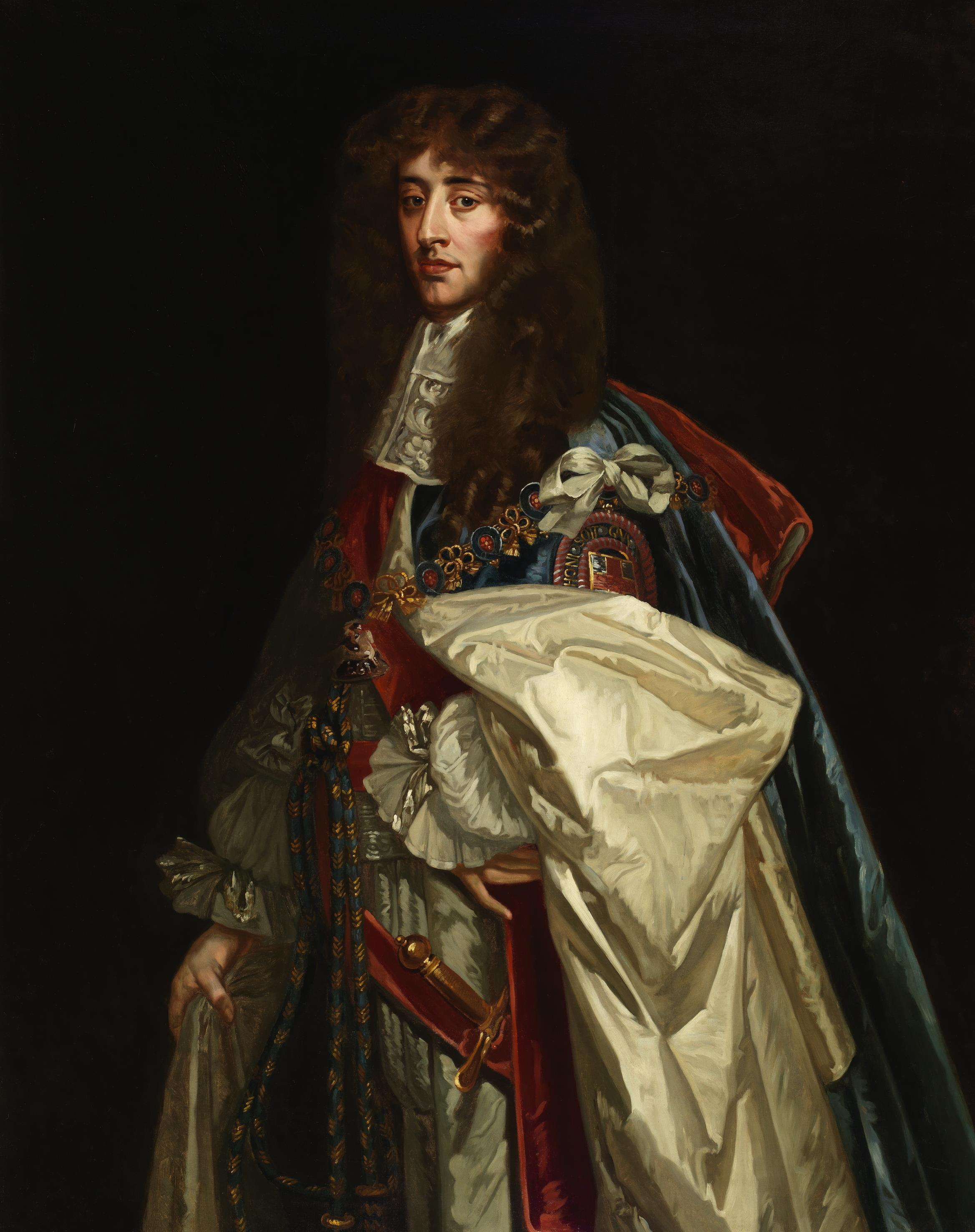
Retrato de James Fitz-James (1670-1734), que fue hijo ilegítimo del rey Jacobo II de Inglaterra y el primer duque de Berwick, de Liria y Jérica y de FitzJames.

Escudo de la Casa de Fitz-James Stuart, en donde se integró el ducado de Alba.

| Leyenda                                         |
| ----------------------------------------------- |
| Jefes de la rama principal Jefe rama secundaria |

|  |  |  |  |  |  |  |  | Jacobo II de Inglaterra, Rey de Inglaterra, Escocia e Irlanda                                            |                                                                                            |                                                                                            |                                                                                            |                                                                                            |                                                                                            |  |  |  |  |  |  | | | | | | |  |  |  |  |  |  | | | | | | |  |  |  |  |  |  |  |  |  |  |  |  |
|  |  |  |  |  |  |  |  | |                                                                                            |                                                                                            |                                                                                            |                                                                                            |                                                                                            |  |  |  |  |  |  | | | | | | |  |  |  |  |  |  | | | | | | |  |  |  |  |  |  |  |  |  |  |  |  |
|  |  |  |  |  |  |  |  | James Fitz-James, I Duque de Berwick I Duque de Liria y Jérica I Duque de FitzJames                      |                                                                                            |                                                                                            |                                                                                            |                                                                                            |                                                                                            |  |  |  |  |  |  | | | | | | |  |  |  |  |  |  | | | | | | |  |  |  |  |  |  |  |  |  |  |  |  |
|  |  |  |  |  |  |  |  | |                                                                                            |                                                                                            |                                                                                            |                                                                                            |                                                                                            |  |  |  |  |  |  | | | | | | |  |  |  |  |  |  | | | | | | |  |  |  |  |  |  |  |  |  |  |  |  |
|  |  |  |  |  |  |  |  | |                                                                                            |                                                                                            |                                                                                            |                                                                                            |                                                                                            |  |  |  |  |  |  | | | | | | |  |  |  |  |  |  | | | | | | |  |  |  |  |  |  |  |  |  |  |  |  |
|  |  |  |  |  |  |  |  | Jacobo Francisco Fitz-James Stuart y Burgh, II Duque de Berwick II Duque de Liria y Jérica               | Jacobo Francisco Fitz-James Stuart y Burgh, II Duque de Berwick II Duque de Liria y Jérica | Jacobo Francisco Fitz-James Stuart y Burgh, II Duque de Berwick II Duque de Liria y Jérica | Jacobo Francisco Fitz-James Stuart y Burgh, II Duque de Berwick II Duque de Liria y Jérica | Jacobo Francisco Fitz-James Stuart y Burgh, II Duque de Berwick II Duque de Liria y Jérica | Jacobo Francisco Fitz-James Stuart y Burgh, II Duque de Berwick II Duque de Liria y Jérica |  |  |  |  |  |  | Enrique Jaime Fitz-James Stuart y Burgh, II Duque de FitzJames Con sucesión en los duques de FitzJames              | Enrique Jaime Fitz-James Stuart y Burgh, II Duque de FitzJames Con sucesión en los duques de FitzJames      | Enrique Jaime Fitz-James Stuart y Burgh, II Duque de FitzJames Con sucesión en los duques de FitzJames      | Enrique Jaime Fitz-James Stuart y Burgh, II Duque de FitzJames Con sucesión en los duques de FitzJames      | Enrique Jaime Fitz-James Stuart y Burgh, II Duque de FitzJames Con sucesión en los duques de FitzJames      | Enrique Jaime Fitz-James Stuart y Burgh, II Duque de FitzJames Con sucesión en los duques de FitzJames      |  |  |  |  |  |  | | | | | | |  |  |  |  |  |  |  |  |  |  |  |  |
|  |  |  |  |  |  |  |  | Jacobo Francisco Fitz-James Stuart y Burgh, II Duque de Berwick II Duque de Liria y Jérica               | Jacobo Francisco Fitz-James Stuart y Burgh, II Duque de Berwick II Duque de Liria y Jérica | Jacobo Francisco Fitz-James Stuart y Burgh, II Duque de Berwick II Duque de Liria y Jérica | Jacobo Francisco Fitz-James Stuart y Burgh, II Duque de Berwick II Duque de Liria y Jérica | Jacobo Francisco Fitz-James Stuart y Burgh, II Duque de Berwick II Duque de Liria y Jérica | Jacobo Francisco Fitz-James Stuart y Burgh, II Duque de Berwick II Duque de Liria y Jérica |  |  |  |  |  |  | Enrique Jaime Fitz-James Stuart y Burgh, II Duque de FitzJames Con sucesión en los duques de FitzJames              | Enrique Jaime Fitz-James Stuart y Burgh, II Duque de FitzJames Con sucesión en los duques de FitzJames      | Enrique Jaime Fitz-James Stuart y Burgh, II Duque de FitzJames Con sucesión en los duques de FitzJames      | Enrique Jaime Fitz-James Stuart y Burgh, II Duque de FitzJames Con sucesión en los duques de FitzJames      | Enrique Jaime Fitz-James Stuart y Burgh, II Duque de FitzJames Con sucesión en los duques de FitzJames      | Enrique Jaime Fitz-James Stuart y Burgh, II Duque de FitzJames Con sucesión en los duques de FitzJames      |  |  |  |  |  |  | | | | | | |  |  |  |  |  |  |  |  |  |  |  |  |
|  |  |  |  |  |  |  |  | Jacobo Francisco Fitz-James Stuart y Colón de Portugal, III Duque de Berwick III Duque de Liria y Jérica |                                                                                            |                                                                                            |                                                                                            |                                                                                            |                                                                                            |  |  |  |  |  |  | | | | | | |  |  |  |  |  |  | | | | | | |  |  |  |  |  |  |  |  |  |  |  |  |
|  |  |  |  |  |  |  |  | |                                                                                            |                                                                                            |                                                                                            |                                                                                            |                                                                                            |  |  |  |  |  |  | | | | | | |  |  |  |  |  |  | | | | | | |  |  |  |  |  |  |  |  |  |  |  |  |
|  |  |  |  |  |  |  |  | |                                                                                            |                                                                                            |                                                                                            |                                                                                            |                                                                                            |  |  |  |  |  |  | | | | | | |  |  |  |  |  |  | | | | | | |  |  |  |  |  |  |  |  |  |  |  |  |
|  |  |  |  |  |  |  |  | Jacobo José Fitz-James Stuart y Silva, IV Duque de Berwick IV Duque de Liria y Jérica                    | Jacobo José Fitz-James Stuart y Silva, IV Duque de Berwick IV Duque de Liria y Jérica      | Jacobo José Fitz-James Stuart y Silva, IV Duque de Berwick IV Duque de Liria y Jérica      | Jacobo José Fitz-James Stuart y Silva, IV Duque de Berwick IV Duque de Liria y Jérica      | Jacobo José Fitz-James Stuart y Silva, IV Duque de Berwick IV Duque de Liria y Jérica      | Jacobo José Fitz-James Stuart y Silva, IV Duque de Berwick IV Duque de Liria y Jérica      |  |  |  |  |  |  | Carlos Bernardo Fitz-James Stuart y Silva, V Duque de Berwick V Duque de Liria y Jérica XIV Duque de Alba           | Carlos Bernardo Fitz-James Stuart y Silva, V Duque de Berwick V Duque de Liria y Jérica XIV Duque de Alba   | Carlos Bernardo Fitz-James Stuart y Silva, V Duque de Berwick V Duque de Liria y Jérica XIV Duque de Alba   | Carlos Bernardo Fitz-James Stuart y Silva, V Duque de Berwick V Duque de Liria y Jérica XIV Duque de Alba   | Carlos Bernardo Fitz-James Stuart y Silva, V Duque de Berwick V Duque de Liria y Jérica XIV Duque de Alba   | Carlos Bernardo Fitz-James Stuart y Silva, V Duque de Berwick V Duque de Liria y Jérica XIV Duque de Alba   |  |  |  |  |  |  | | | | | | |  |  |  |  |  |  |  |  |  |  |  |  |
|  |  |  |  |  |  |  |  | Jacobo José Fitz-James Stuart y Silva, IV Duque de Berwick IV Duque de Liria y Jérica                    | Jacobo José Fitz-James Stuart y Silva, IV Duque de Berwick IV Duque de Liria y Jérica      | Jacobo José Fitz-James Stuart y Silva, IV Duque de Berwick IV Duque de Liria y Jérica      | Jacobo José Fitz-James Stuart y Silva, IV Duque de Berwick IV Duque de Liria y Jérica      | Jacobo José Fitz-James Stuart y Silva, IV Duque de Berwick IV Duque de Liria y Jérica      | Jacobo José Fitz-James Stuart y Silva, IV Duque de Berwick IV Duque de Liria y Jérica      |  |  |  |  |  |  | Carlos Bernardo Fitz-James Stuart y Silva, V Duque de Berwick V Duque de Liria y Jérica XIV Duque de Alba           | Carlos Bernardo Fitz-James Stuart y Silva, V Duque de Berwick V Duque de Liria y Jérica XIV Duque de Alba   | Carlos Bernardo Fitz-James Stuart y Silva, V Duque de Berwick V Duque de Liria y Jérica XIV Duque de Alba   | Carlos Bernardo Fitz-James Stuart y Silva, V Duque de Berwick V Duque de Liria y Jérica XIV Duque de Alba   | Carlos Bernardo Fitz-James Stuart y Silva, V Duque de Berwick V Duque de Liria y Jérica XIV Duque de Alba   | Carlos Bernardo Fitz-James Stuart y Silva, V Duque de Berwick V Duque de Liria y Jérica XIV Duque de Alba   |  |  |  |  |  |  | | | | | | |  |  |  |  |  |  |  |  |  |  |  |  |
|  |  |  |  |  |  |  |  | |                                                                                            |                                                                                            |                                                                                            |                                                                                            |                                                                                            |  |  |  |  |  |  | Jacobo Felipe Fitz-James Stuart zu Stolberg-Gedern, VI Duque de Berwick VI Duque de Liria y Jérica XV Duque de Alba | | | | | |  |  |  |  |  |  | | | | | | |  |  |  |  |  |  |  |  |  |  |  |  |
|  |  |  |  |  |  |  |  | |                                                                                            |                                                                                            |                                                                                            |                                                                                            |                                                                                            |  |  |  |  |  |  | | | | | | |  |  |  |  |  |  | | | | | | |  |  |  |  |  |  |  |  |  |  |  |  |
|  |  |  |  |  |  |  |  | |                                                                                            |                                                                                            |                                                                                            |                                                                                            |                                                                                            |  |  |  |  |  |  | Carlos Miguel Fitz-James Stuart y Silva, VII Duque de Berwick VII Duque de Liria y Jérica XVI Duque de Alba         | | | | | |  |  |  |  |  |  | | | | | | |  |  |  |  |  |  |  |  |  |  |  |  |
|  |  |  |  |  |  |  |  | |                                                                                            |                                                                                            |                                                                                            |                                                                                            |                                                                                            |  |  |  |  |  |  | | | | | | |  |  |  |  |  |  | | | | | | |  |  |  |  |  |  |  |  |  |  |  |  |
|  |  |  |  |  |  |  |  | |                                                                                            |                                                                                            |                                                                                            |                                                                                            |                                                                                            |  |  |  |  |  |  | Jacobo Fitz-James Stuart y Ventimiglia, VIII Duque de Berwick VIII Duque de Liria y Jérica XVII Duque de Alba       | | | | | |  |  |  |  |  |  | | | | | | |  |  |  |  |  |  |  |  |  |  |  |  |
|  |  |  |  |  |  |  |  | |                                                                                            |                                                                                            |                                                                                            |                                                                                            |                                                                                            |  |  |  |  |  |  | | | | | | |  |  |  |  |  |  | | | | | | |  |  |  |  |  |  |  |  |  |  |  |  |
|  |  |  |  |  |  |  |  | |                                                                                            |                                                                                            |                                                                                            |                                                                                            |                                                                                            |  |  |  |  |  |  | Carlos María Fitz-James Stuart y Palafox, IX Duque de Berwick IX Duque de Liria y Jérica XVIII Duque de Alba        | | | | | |  |  |  |  |  |  | | | | | | |  |  |  |  |  |  |  |  |  |  |  |  |
|  |  |  |  |  |  |  |  | |                                                                                            |                                                                                            |                                                                                            |                                                                                            |                                                                                            |  |  |  |  |  |  | | | | | | |  |  |  |  |  |  | | | | | | |  |  |  |  |  |  |  |  |  |  |  |  |
|  |  |  |  |  |  |  |  | |                                                                                            |                                                                                            |                                                                                            |                                                                                            |                                                                                            |  |  |  |  |  |  | | | | | | |  |  |  |  |  |  | | | | | | |  |  |  |  |  |  |  |  |  |  |  |  |
|  |  |  |  |  |  |  |  | |                                                                                            |                                                                                            |                                                                                            |                                                                                            |                                                                                            |  |  |  |  |  |  | Jacobo Fitz-James Stuart y Falcó, X Duque de Berwick X Duque de Liria y Jérica XIX Duque de Alba                    | Jacobo Fitz-James Stuart y Falcó, X Duque de Berwick X Duque de Liria y Jérica XIX Duque de Alba            | Jacobo Fitz-James Stuart y Falcó, X Duque de Berwick X Duque de Liria y Jérica XIX Duque de Alba            | Jacobo Fitz-James Stuart y Falcó, X Duque de Berwick X Duque de Liria y Jérica XIX Duque de Alba            | Jacobo Fitz-James Stuart y Falcó, X Duque de Berwick X Duque de Liria y Jérica XIX Duque de Alba            | Jacobo Fitz-James Stuart y Falcó, X Duque de Berwick X Duque de Liria y Jérica XIX Duque de Alba            |  |  |  |  |  |  | Hernando Fitz-James Stuart y Falcó, XVIII Duque de Peñaranda de Duero                              | Hernando Fitz-James Stuart y Falcó, XVIII Duque de Peñaranda de Duero                              | Hernando Fitz-James Stuart y Falcó, XVIII Duque de Peñaranda de Duero                              | Hernando Fitz-James Stuart y Falcó, XVIII Duque de Peñaranda de Duero                              | Hernando Fitz-James Stuart y Falcó, XVIII Duque de Peñaranda de Duero                              | Hernando Fitz-James Stuart y Falcó, XVIII Duque de Peñaranda de Duero                              |  |  |  |  |  |  |  |  |  |  |  |  |
|  |  |  |  |  |  |  |  | |                                                                                            |                                                                                            |                                                                                            |                                                                                            |                                                                                            |  |  |  |  |  |  | Jacobo Fitz-James Stuart y Falcó, X Duque de Berwick X Duque de Liria y Jérica XIX Duque de Alba                    | Jacobo Fitz-James Stuart y Falcó, X Duque de Berwick X Duque de Liria y Jérica XIX Duque de Alba            | Jacobo Fitz-James Stuart y Falcó, X Duque de Berwick X Duque de Liria y Jérica XIX Duque de Alba            | Jacobo Fitz-James Stuart y Falcó, X Duque de Berwick X Duque de Liria y Jérica XIX Duque de Alba            | Jacobo Fitz-James Stuart y Falcó, X Duque de Berwick X Duque de Liria y Jérica XIX Duque de Alba            | Jacobo Fitz-James Stuart y Falcó, X Duque de Berwick X Duque de Liria y Jérica XIX Duque de Alba            |  |  |  |  |  |  | Hernando Fitz-James Stuart y Falcó, XVIII Duque de Peñaranda de Duero                              | Hernando Fitz-James Stuart y Falcó, XVIII Duque de Peñaranda de Duero                              | Hernando Fitz-James Stuart y Falcó, XVIII Duque de Peñaranda de Duero                              | Hernando Fitz-James Stuart y Falcó, XVIII Duque de Peñaranda de Duero                              | Hernando Fitz-James Stuart y Falcó, XVIII Duque de Peñaranda de Duero                              | Hernando Fitz-James Stuart y Falcó, XVIII Duque de Peñaranda de Duero                              |  |  |  |  |  |  |  |  |  |  |  |  |
|  |  |  |  |  |  |  |  | |                                                                                            |                                                                                            |                                                                                            |                                                                                            |                                                                                            |  |  |  |  |  |  | Cayetana Fitz-James Stuart, XI Duquesa de Liria y Jérica XX Duquesa de Alba Con sucesión en la Casa de Alba         | Cayetana Fitz-James Stuart, XI Duquesa de Liria y Jérica XX Duquesa de Alba Con sucesión en la Casa de Alba | Cayetana Fitz-James Stuart, XI Duquesa de Liria y Jérica XX Duquesa de Alba Con sucesión en la Casa de Alba | Cayetana Fitz-James Stuart, XI Duquesa de Liria y Jérica XX Duquesa de Alba Con sucesión en la Casa de Alba | Cayetana Fitz-James Stuart, XI Duquesa de Liria y Jérica XX Duquesa de Alba Con sucesión en la Casa de Alba | Cayetana Fitz-James Stuart, XI Duquesa de Liria y Jérica XX Duquesa de Alba Con sucesión en la Casa de Alba |  |  |  |  |  |  | Fernando Alfonso Fitz-James Stuart y Saavedra, XI Duque de Berwick XIX Duque de Peñaranda de Duero | Fernando Alfonso Fitz-James Stuart y Saavedra, XI Duque de Berwick XIX Duque de Peñaranda de Duero | Fernando Alfonso Fitz-James Stuart y Saavedra, XI Duque de Berwick XIX Duque de Peñaranda de Duero | Fernando Alfonso Fitz-James Stuart y Saavedra, XI Duque de Berwick XIX Duque de Peñaranda de Duero | Fernando Alfonso Fitz-James Stuart y Saavedra, XI Duque de Berwick XIX Duque de Peñaranda de Duero | Fernando Alfonso Fitz-James Stuart y Saavedra, XI Duque de Berwick XIX Duque de Peñaranda de Duero |  |  |  |  |  |  |  |  |  |  |  |  |
|  |  |  |  |  |  |  |  | |                                                                                            |                                                                                            |                                                                                            |                                                                                            |                                                                                            |  |  |  |  |  |  | Cayetana Fitz-James Stuart, XI Duquesa de Liria y Jérica XX Duquesa de Alba Con sucesión en la Casa de Alba         | Cayetana Fitz-James Stuart, XI Duquesa de Liria y Jérica XX Duquesa de Alba Con sucesión en la Casa de Alba | Cayetana Fitz-James Stuart, XI Duquesa de Liria y Jérica XX Duquesa de Alba Con sucesión en la Casa de Alba | Cayetana Fitz-James Stuart, XI Duquesa de Liria y Jérica XX Duquesa de Alba Con sucesión en la Casa de Alba | Cayetana Fitz-James Stuart, XI Duquesa de Liria y Jérica XX Duquesa de Alba Con sucesión en la Casa de Alba | Cayetana Fitz-James Stuart, XI Duquesa de Liria y Jérica XX Duquesa de Alba Con sucesión en la Casa de Alba |  |  |  |  |  |  | Fernando Alfonso Fitz-James Stuart y Saavedra, XI Duque de Berwick XIX Duque de Peñaranda de Duero | Fernando Alfonso Fitz-James Stuart y Saavedra, XI Duque de Berwick XIX Duque de Peñaranda de Duero | Fernando Alfonso Fitz-James Stuart y Saavedra, XI Duque de Berwick XIX Duque de Peñaranda de Duero | Fernando Alfonso Fitz-James Stuart y Saavedra, XI Duque de Berwick XIX Duque de Peñaranda de Duero | Fernando Alfonso Fitz-James Stuart y Saavedra, XI Duque de Berwick XIX Duque de Peñaranda de Duero | Fernando Alfonso Fitz-James Stuart y Saavedra, XI Duque de Berwick XIX Duque de Peñaranda de Duero |  |  |  |  |  |  |  |  |  |  |  |  |
|  |  |  |  |  |  |  |  | |                                                                                            |                                                                                            |                                                                                            |                                                                                            |                                                                                            |  |  |  |  |  |  | | | | | | |  |  |  |  |  |  | Jacobo Hernando Fitz-James Stuart y Gómez, XII Duque de Berwick XX Duque de Peñaranda de Duero     | | | | | |  |  |  |  |  |  |  |  |  |  |  |  |